# Montalto Dora
Montalto Dora és un comune (municipi) de la ciutat metropolitana de Torí, a la regió italiana del Piemont, situat a uns 50 quilòmetres al nord-est de Torí. A 1 de gener de 2019 la seva població era de 3.401 habitants.
Montalto Dora limita amb els següents municipis: Chiaverano, Fiorano Canavese, Lessolo, Borgofranco d'Ivrea i Ivrea.

## Llocs d'interès
- El castell, conegut des de mitjan segle xii, però reconstruït als segles XVIII-XX. Té una capella amb frescos del segle xv. El castell era propietat del bisbat d'Ivrea, i al segle xiv va passar al Ducat de Savoia.
- Església parroquial de Sant'Eusebio.
- Església de San Rocco (de principis del segle xvi), amb frescos manieristes a l'interior.
- Villa Casana, de finals del segle xvi, però ampliada cap al 1918.